# Potreb
Potreb (Servisch cyrillisch Потреб) is een plaats in de Servische gemeente Tutin. De plaats telt 267 inwoners (2002).